# 铜陵黄氏宗祠
铜陵黄氏宗祠，又名“榜眼府”，位于中国福建省漳州市平和县霞寨镇钟腾村，扩建于清乾隆五十五年（1790年），坐东朝西，由泮池、照壁、牌坊式门楼、下厅、上厅和左右各一列横屋组成，建筑面积1358平方米。下堂面阔三间，进深三柱带前廊，抬梁、穿斗式梁架，硬山顶；上堂面阔三间，进深三间十三檩，抬梁、穿斗式梁架，硬山顶；横屋每列三屋，每屋均为面阔三间的独立小院。2013年1月28日公布为第八批福建省文物保护单位。